# Шольц, Олаф
О́лаф Шо́льц (нем. Olaf Scholz, немецкий: [ˈoːlaf ˈʃɔlts] (слушать)о файле; род. 14 июня 1958[…], Оснабрюк, Нижняя Саксония) — немецкий политический и государственный деятель, федеральный канцлер Германии с 8 декабря 2021 по 6 мая 2025 года. Вице-канцлер Германии и министр финансов Германии в 2018—2021 годах от Социал-демократической партии Германии.
Родился в Нижней Саксонии. Член Социал-демократической партии Германии (СДПГ) с 1975 года. Окончил Гамбургский университет в 1985 году (магистр права). Впервые избрался в Бундестаг в 1998 году и был депутатом с перерывом до 2011 года. Министр труда и социальных вопросов в 2007—2009 годах, бургомистр Гамбурга в 2011—2018, вице-канцлер Германии и министр финансов Германии при Ангеле Меркель в 2018—2021, заместитель председателя Социал-демократической партии Германии в 2009—2019 годах.
В сентябре 2021 года после победы СДПГ на парламентских выборах был выдвинут на пост федерального канцлера и после формирования новой коалиции в декабре того же года занял должность. На посту канцлера, критиковался за разрастание экономических проблем (в первую очередь, рецессии), миграционную политику и медленную военную помощь Украине против российской агрессии. В декабре 2024 года коалиция распалась, и в феврале 2025 года прошли парламентские выборы, на которых СДПГ проиграли ХДС/ХСС. Шольц сложил свои полномочия 6 мая 2025 года.

## Биография

### Ранние годы

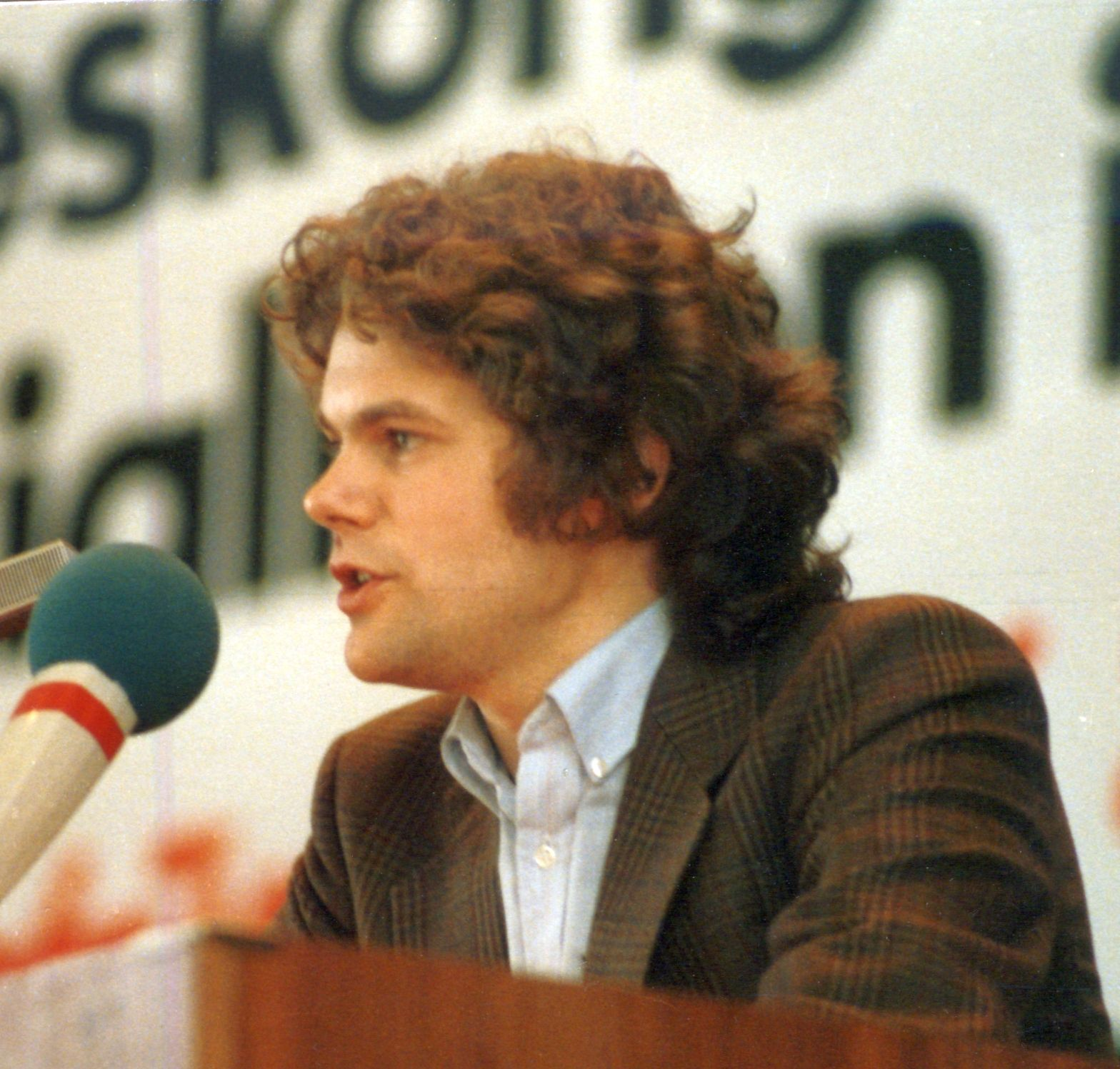
Шольц в 1984 году

Шольц родился в семье торгового агента 14 июня 1958 года в Оснабрюке, в Нижней Саксонии, но вырос в гамбургском районе Ральштедт. Его родители работали в текстильной промышленности. У него есть два младших брата: Йенс Шольц — анестезиолог и генеральный директор Университетской клиники Шлезвиг-Гольштейн; и Инго Шольц — предприниматель в сфере технологий.
Шольц посещал начальную школу Bekassinenau в районе Ольденфельде, а затем перешёл в начальную школу Großlohering в районе Гросслоэ. После окончания средней школы в 1977 году он в 1978 году поступил в Гамбургский университет, где начал обучение на юриста в рамках одноступенчатой юридической подготовки. Впоследствии он работал юристом, специализируясь на трудовом праве, в юридической фирме «Zimmermann, Scholz und Partner».
Семья Шольца традиционно исповедовала лютеранство, он был крещён в Евангелической церкви Германии. Хотя во взрослом возрасте он вышел из Церкви и придерживается преимущественно светских политических взглядов, Шольц подчеркивает важность уважения к христианскому наследию и культуре Германии.
Шольц вступил в СДПГ в возрасте 17 лет в 1975 году, будучи учеником старшей школы, где он стал участником Jusos (сокращение от «Молодые социалисты»), молодёжной организации СДПГ. С 1982 года по 1988 год он был заместителем федерального председателя Jusos, с 1987 года по 1989 год также был вице-президентом Международного союза социалистической молодёжи. Во время работы в Jusos он поддерживал Freudenberger Kreis (крыло Stamokap университетских групп Jusos), а также журнал SPW и в статьях пропагандировал «преодоление капиталистической экономики». В нём Шольц критикует «агрессивно-империалистическую Организацию Североатлантического договора», Федеративную республику как «европейский оплот большого бизнеса» и социально-либеральную коалицию, которая ставит «голое сохранение власти выше любых форм предметных споров».
В 1985 году Шольц окончил Гамбургский университет, став специалистом по трудовому праву.

### Политическая карьера
Был председателем районной ассоциации СДПГ в Альтоне с 1994 года по 2000 год и председателем организации СДПГ в Гамбурге с 2000 по 2004 год. Был исполнительным директором партии (с 2001 по 2019 год) и генеральным секретарём (с 2002 по 2004 год). С 2001 по 2019 год он был членом исполнительного органа партии СДПГ на различных должностях, был заместителем федерального председателя партии с 2009 года по 2019 год. После того, как он потерпел поражение на выборах председателя СДПГ в 2019 году, он больше не баллотировался на должность заместителя федерального председателя.
Шольц был депутатом бундестага Германии с 1998 года по 2001 год и с 2002 года по 10 марта 2011 года. 13 октября 2005 года он был избран первым парламентским управляющим директором по парламентской группе СДПГ. Он занимал эту должность до своего назначения на должность федерального министра труда и социальных дел 21 ноября 2007 года. Кроме того, пока он не стал членом правительства, Шольц был членом парламентского контрольного комитета бундестага, который наблюдает за работой спецслужб. 22 октября 2009 года фракция СДПГ избрала его одним из девяти своих заместителей. Шольц покинул эту должность вместе с мандатом бундестага 10 марта 2011 года, после того как он был избран бургомистром Гамбурга тремя днями ранее.
С ноября 2007 года по октябрь 2009 года занимал должность министра труда и общественных дел Германии.
С 6 ноября 2009 года по 24 марта 2018 года снова занимал должность председателя организации СДПГ в Гамбурге. В 2009—2011 был заместителем председателя парламентской фракции Социал-демократической партии Германии.
Будучи председателем регионального отделения СДПГ в Гамбурге, выиграл региональные выборы 20 февраля 2011 года и стал бургомистром Гамбурга. Город Гамбург является федеральной землёй, данная должность соответствует должности премьер-министра в других федеральных землях Германии.
Президиум и правление СДПГ 13 февраля 2018 года назначили Олафа Шольца временно исполняющим обязанности председателя партии.
13 марта 2018 года Шольц ушёл в отставку с должности бургомистра Гамбурга. C 14 марта 2018 года — вице-канцлер и министр финансов в коалиционном правительстве Ангелы Меркель.
После отставки Мартина Шульца 13 февраля 2018 года Шольц стал исполняющим обязанности председателя СДПГ. В то же время в качестве очередного преемника была выдвинута президиумом лидер парламентской фракции Андреа Налес. Против её немедленного назначения исполняющим обязанности председателя партии были юридические и политические возражения. Исполнение Шольцем обязанностей председателя СДПГ закончилось избранием Налес лидером партии 22 апреля 2018 года.

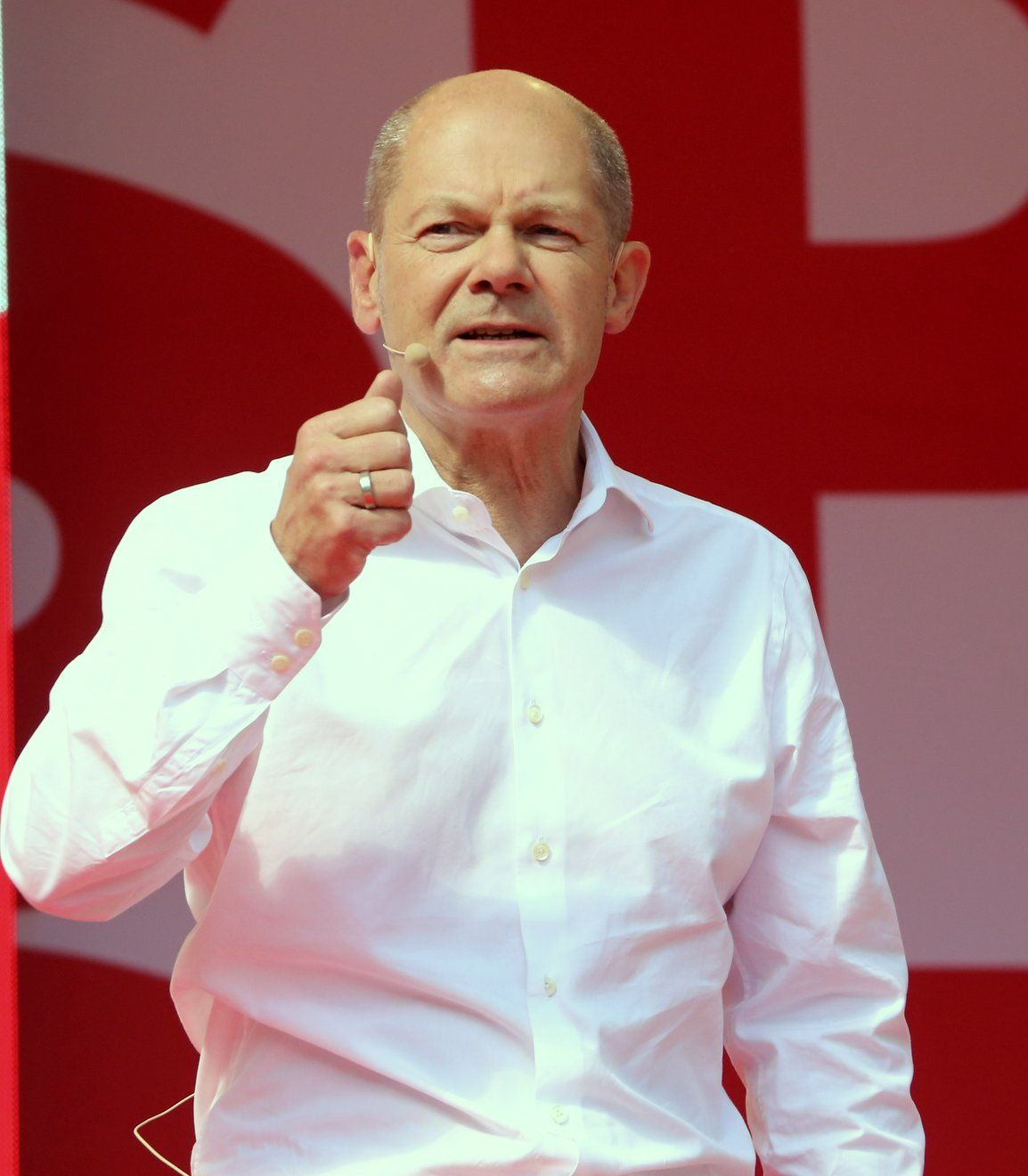
Шольц в августе 2021 года

В июне 2019 года Шольц изначально исключил свою кандидатуру на должность председателя партии после отставки Андреа Налес. Он пояснил, что одновременная деятельность в качестве федерального министра финансов и председателя партии «невозможна с точки зрения времени». В августе Шольц объявил, что хочет баллотироваться на должность председателя партии в дуэте с Кларой Гейвиц. Он оправдал это тем фактом, что многие из тех, кого он считал подходящими, не баллотировались в должности, что влекло за собой ответственность. Команда Клары Гейвиц и Олафа Шольца получила после первого раунда решения о членстве 26 октября 2019 года 22,7 процента, самую высокую долю из шести дуэтов кандидатов, баллотирующихся на выборах. Он прошёл во второй тур выборов с командой, занявшей второе место, Саския Эскен и Норберт Вальтер-Борджанс, набравшие 21,0 процента голосов. 30 ноября 2019 года было объявлено, что Эскен и Вальтер-Борджанс набрали во втором туре голосов 53,1 процента, а Гейвиц и Шольц — 45,3 процента.
10 августа 2020 года по предложению председателей СДПГ Заскии Эскен и Норберта Вальтер-Борьянса Шольц был выдвинут кандидатом в бундесканцлеры на федеральных выборах 2021 года. В то время он был самым популярным политиком СДПГ в опросах, но вызывал споры среди левого крыла партии. По линии проведённого партийного съезда Шольц был утверждён 9 мая 2021 года 96,2 процента голосов, поданных в качестве кандидата на должность федерального канцлера.
30 октября 2021 года Шольц был вновь избран в бундестаг на выборах 2021 года.

## Федеральный канцлер (2021—2025)

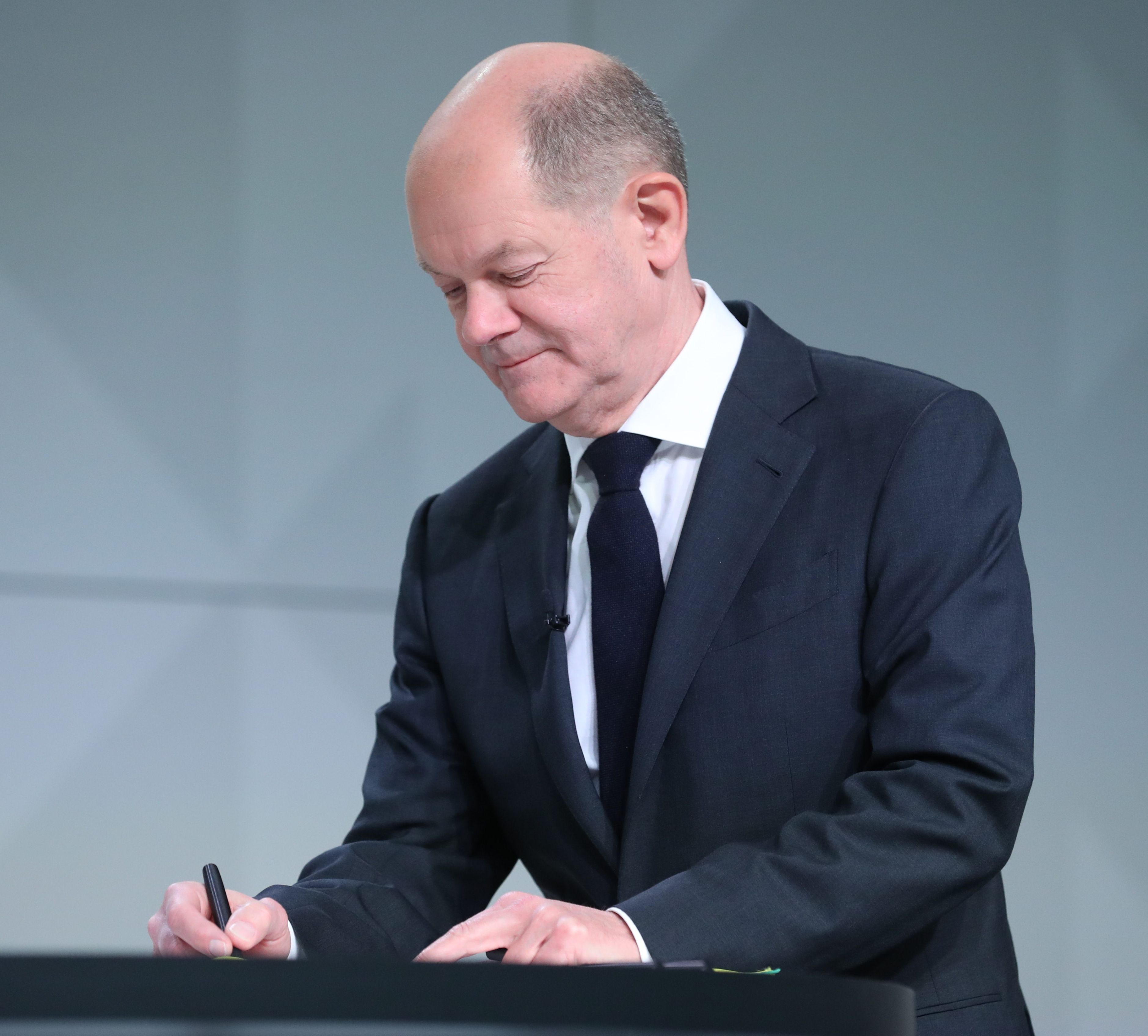
Олаф Шольц подписывает коалиционное соглашение в Бундестаге, 7 декабря 2021 года

8 декабря 2021 года Шольц был избран федеральным канцлером Германии, набрав 395 голосов депутатов. Шольц стал вторым канцлером в истории Германии после Герхарда Шрёдера, который на присяге не упомянул Бога. После принесения присяги начал свой первый зарубежный вояж по «традиционному „инаугурационному“ маршруту» Париж — Брюссель — Варшава. В тот же день его новое правительство было назначено президентом Франком-Вальтером Штайнмайером. В возрасте 63 лет и 177 дней Шольц стал самым возрастным человеком, занявшим пост канцлера со времён Конрада Аденауэра, которому на момент вступления в должность 15 сентября 1949 года было 73 года и 253 дня. Данный рекорд Шольца был побит преемником Фридрихом Мерцем, которому на момент вступления в должность 6 мая 2025 года было 69 лет и 176 дней.
С момента вступления в должность Шольцу пришлось столкнуться со вторжением России на Украину, энергетическим кризисом, ростом инфляции и с разрушительной летней засухой. Все эти факторы подтолкнули крупнейшую экономику Европы на грань рецессии. Критики обвиняли Шольца в недостаточном лидерстве. К концу августа 2022 года, согласно опросу INSA, 62 % немцев стали отрицательно относится к деятельности Шольца на посту канцлера. В марте этот показатель составлял 39 %, только 25 % немцев посчитали, что Шольц хорошо справляется со своей работой.

### Внутренняя политика
6 ноября 2024 года Шольц отправил в отставку министра финансов Кристиана Линднера, сославшись на утрату доверия. Это решение привело к распаду правящей коалиции. Политический кризис усугубился тем, что немецкая экономика вступила во второй подряд год рецессии. В 2024 году Германия также столкнулась с серьёзным жилищным кризисом, в связи с чем Шольц назвал доступное жильё самой острой социальной проблемой страны.
В октябре 2024 года Шольц предупредил об угрозе деиндустриализации Германии. В декабре того же года он подверг критике план Volkswagen закрыть заводы в стране и предложил создание общеевропейской программы субсидирования электромобилей. Также он пообещал поддержку сталелитейной отрасли, сталкивающейся с высокими затратами на энергию.
Согласно опросу Infratest dimap в сентябре 2024 года, уровень одобрения Шольца составил всего 18 %, что стало одним из самых низких показателей в истории канцлеров Германии.

#### Обязательная вакцинация от COVID-19
Во время предвыборной кампании 2021 года Шольц выступал против обязательной вакцинации против COVID-19. Однако с конца ноября 2021 года он начал поддерживать идею обязательной вакцинации для взрослого населения, предполагая голосование по этому вопросу в федеральном парламенте в первые месяцы 2022 года. Также он поддержал закрытие непродовольственных магазинов для невакцинированных в рамках так называемого «правила 2G», принятого правительствами федеральных земель в декабре 2021 года.
13 января 2022 года Шольц заявил в Бундестаге о необходимости обязательной вакцинации для всех взрослых. Позже в том же месяце он отметил, что коронавирус не исчезнет «чудесным образом», и Германия не справится с пандемией без всеобщей вакцинации. «Христианско-демократический союз» раскритиковал правительство за нерешительность в этом вопросе, а партия «Альтернатива для Германии» выступила за полный запрет обязательной вакцинации.

#### Иммиграционная политика
В декабре 2021 года Шольц заявил, что Германия является страной иммиграции, и пообещал снизить барьеры для въезда мигрантов, а также упростить получение немецкого гражданства. В 2023 году на убежище в Германии подали заявки 352 тысячи человек — это крупнейшее число с 2016 года (722 370 заявок). Украинцы в эту статистику не включены. Большинство заявителей — граждане Турции, Сирии и Афганистана. В сентябре 2023 года на остров Лампедуза в течение суток прибыли более 120 лодок с примерно 7000 мигрантов из Африки. Часть из них была распределена в Германию.
В 2023 году в Германию иммигрировали 1 933 000 человек, в том числе 276 000 из Украины и 126 000 из Турции; при этом 1 270 000 человек эмигрировали. Сальдо миграции составило 663 000 человек, что значительно ниже рекордных 1 462 000 в 2022 году.
В 2022 году Шольц заявил, что дезертиры и уклонисты от призыва из России, отказывающиеся участвовать во вторжении в Украину, должны получить защиту в Германии. Однако в 2024 году власти ФРГ начали депортацию российских граждан, желающих избежать мобилизации и критикующих правительство Путина, ссылаясь на то, что в России им якобы не грозит преследование. 11 сентября 2024 года Шольц подчеркнул необходимость сохранения открытости Германии для иммиграции ради экономического роста и подтвердил, что политические беженцы должны получать защиту. Он также отметил, что этот вопрос не подлежит торгу с оппозиционными партиями.
В августе 2024 года, после смертельного нападения в Золингене, совершённого сирийским соискателем убежища, Шольц призвал ужесточить иммиграционные меры и ускорить процедуры депортации. Инцидент вызвал ожесточённые дебаты накануне региональных выборов.
Шольц выступает за «замещающую миграцию» как способ борьбы с демографическим спадом и старением населения Германии. Он заявил, что стране необходимо ежегодно принимать около 288 000 иностранных работников. 14 сентября 2024 года Шольц и президент Кении Уильям Руто подписали соглашение, предусматривающее приём до 250 000 квалифицированных и полуквалифицированных работников из Кении на немецкий рынок труда. Однако в самой Кении звучат опасения по поводу утечки мозгов, особенно среди медицинского персонала. Правительство Шольца уже заключило миграционные соглашения с несколькими странами, включая Марокко, Узбекистан и Нигерию. Также было достигнуто соглашение с Индией, по которому Германия примет 90 000 квалифицированных специалистов ежегодно.

#### Военное переоснащение Германии
Во время переговоров о формировании следующего состава федерального правительства Шольц и будущий канцлер Фридрих Мерц договорились о реформе «долгового тормоза» путём внесения изменений в Основной закон, позволяющих освободить расходы на оборону, превышающие 1 % ВВП, от действия бюджетных ограничений. Также Шольц согласился на создание специального фонда объёмом 500 миллиардов евро для инвестиций в инфраструктуру и достижение климатической нейтральности к 2045 году.
В марте 2025 года немецкие законодатели одобрили поправку к Основному закону, позволяющую реализовать крупнейшее перевооружение Германии со времён Второй мировой войны. Этот пакет расходов был утверждён до формирования 21-го созыва Бундестага 25 марта 2025 года — в противном случае партии «Левые» и «Альтернатива для Германии» могли бы заблокировать изменения. Для изменения конституции требовалось две трети голосов. Инициативу поддержали «СДПГ», «ХДС» и «Зелёные».

#### Кандидат в канцлеры от СДПГ (2025)
В ноябре 2024 года ряд депутатов и видных представителей СДПГ, в том числе бывший лидер партии Зигмар Габриэль, начали публично призывать выдвинуть министра обороны Бориса Писториуса в качестве кандидата в канцлеры из-за низких рейтингов партии и самого Шольца. Согласно опросу ARD, Писториус оказался самым популярным политиком в стране — 60 % избирателей сочли бы его хорошим канцлером, против 42 % у Мерца и 21 % у Шольца. В видео от 21 ноября 2024 года Писториус отказался от участия в выборах и выразил полную поддержку Шольцу. Публичные споры и неспособность партийного руководства быстро их прекратить были восприняты как слабость и вызвали критику, в частности от главы молодежного крыла СДПГ Филиппа Тюрмера. Тем не менее, 25 ноября 2024 года Шольц был единогласно вновь выдвинут исполнительным комитетом партии кандидатом на пост канцлера — в этот орган входит и сам Писториус. Номинация была подтверждена на партийном съезде 11 января 2025 года; как это обычно бывает с действующими канцлерами, голосование прошло аккламацией и без существенной оппозиции.
16 декабря 2024 года Шольц проиграл вотум доверия в Бундестаге, что открыло путь к досрочным выборам, назначенным на 23 февраля 2025 года. 27 декабря 2024 года президент Франк-Вальтер Штайнмайер распустил парламент и назначил досрочные парламентские выборы. Согласно экзитполам, СДПГ заняла третье место, впервые с 1933 года опустившись ниже 20 % голосов и показав худший результат за всю свою историю с выборов 1887 года в Германской империи. После публикации первых данных Шольц заявил, что не будет участвовать в формировании правительства под руководством Фридриха Мерца. Сопредседатель СДПГ Ларс Клингбайль стал также руководителем парламентской фракции партии, а сопредседатель Заския Эскен осталась на своей должности. На выборах 2025 года Шольц был вновь избран в Бундестаг, победив в своём избирательном округе по мажоритарной системе. Он подтвердил намерение приступить к исполнению депутатских обязанностей. 6 мая 2025 года состоялась передача полномочий новому федеральному канцлеру Фридриху Мерцу, утверждённому Бундестагом.

### Внешняя политика

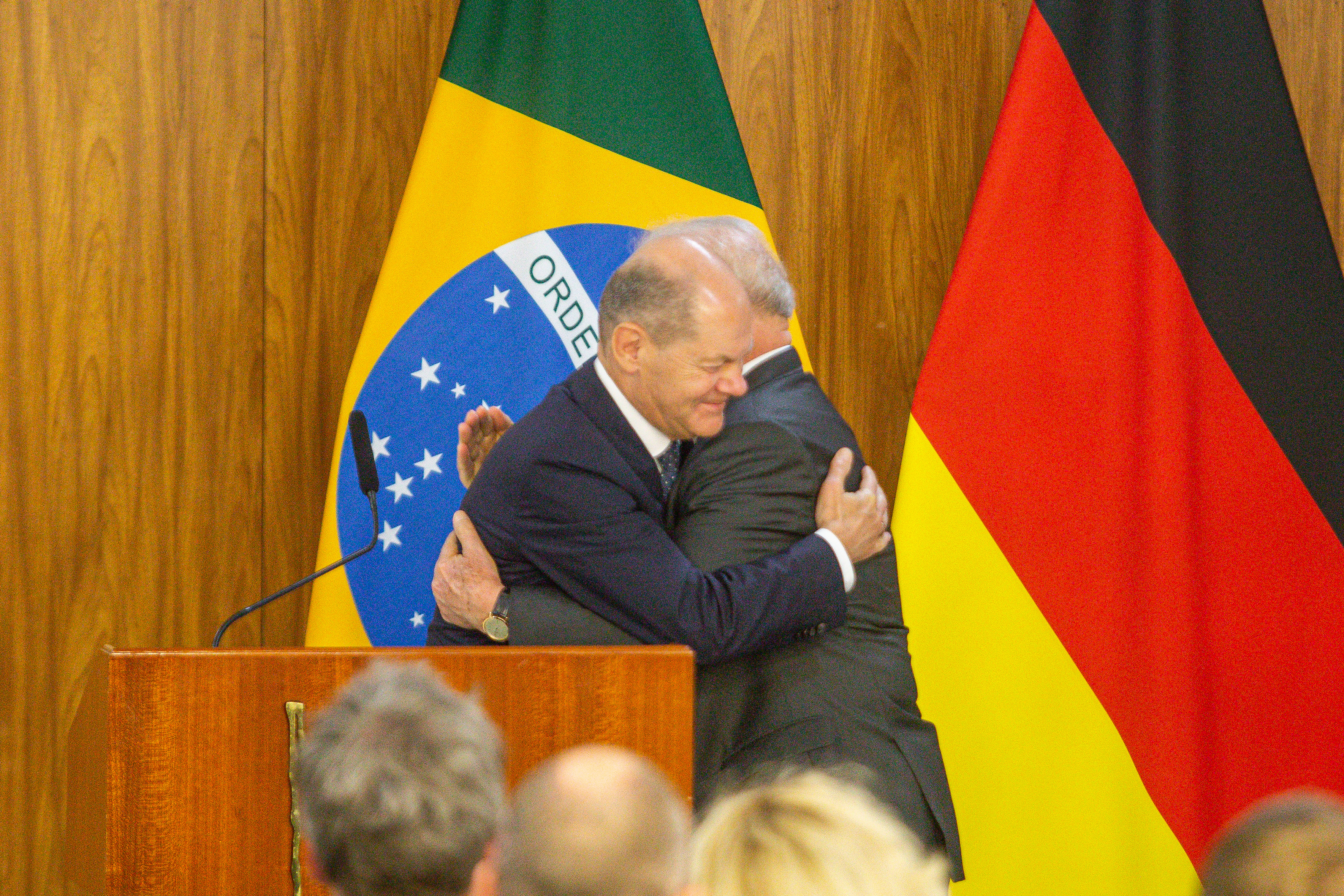
Шольц и Луис Инасиу Лула да Силва, 30 января 2023 года

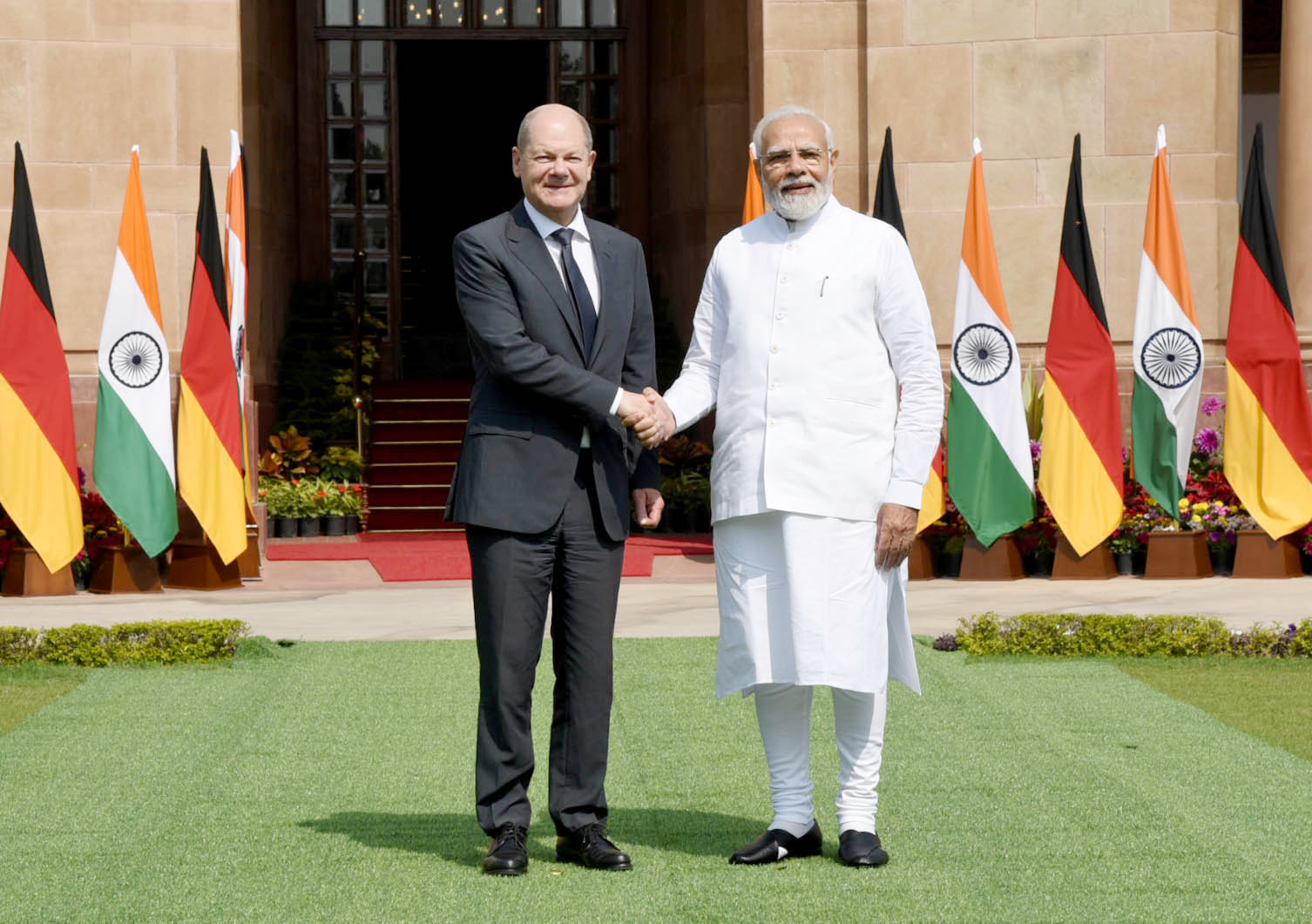
Шольц и Нарендра Моди, 25 февраля 2023 года

В декабре 2021 года Олаф Шольц посетил Варшаву, где провёл переговоры с польским премьер-министром Матеушем Моравецким. Темами обсуждения стали спорный проект газопровода «Северный поток — 2», который позволил бы поставлять российский газ в Германию в обход Польши, и разногласия между Польшей и ЕС по поводу верховенства европейского права. Шольц выразил поддержку усилиям Польши по остановке потока мигрантов со стороны Беларуси.
В 2022 году Шольц продолжил действующий мораторий на поставки вооружений в Саудовскую Аравию, объясняя это участием королевства в военной операции в Йемене. Однако уже в сентябре он посетил ОАЭ, Катар и Саудовскую Аравию с целью укрепления связей и поиска альтернативных источников энергии. Несмотря на прежние запреты, правительство Шольца одобрило новые сделки по поставке оружия Саудовской Аравии, что вызвало критику в контексте убийства журналиста Джамаля Хашогги и конфликта в Йемене.
Шольц назвал США «самым близким и важным партнёром Европы» и после вступления в должность заявил о скорой встрече с президентом Джо Байденом. 22 февраля 2022 года он приостановил одобрение «Северного потока — 2» в ответ на признание Россией самопровозглашённых республик на территории Украины. Шольц выступал против отключения России от платёжной системы SWIFT, однако в итоге Германия сменила курс.
На экстренном заседании Бундестага 27 февраля Шольц произнёс историческую речь, обозначив поворотную точку во внешней и оборонной политике Германии. Он анонсировал поставки оружия Украине и увеличение оборонного бюджета страны на 100 миллиардов евро. Также Шольц добился внесения изменений в законодательство для исключения этих средств из ограничений по госдолгу. Это дало старт ускоренной модернизации вооружённых сил и шагам к энергетической независимости от России. Однако 19 апреля Шольц упомянул о замедлении поставок вооружений Киеву, что поставило под сомнение радикальность смены курса.
Несмотря на энергетический кризис и зависимость от российского газа, летом 2022 года Шольц подтвердил приверженность отказу от ядерной энергии, решение, принятое ещё при канцлере Меркель после аварии на Фукусиме. В августе он раскритиковал заявление главы Палестинской автономии Махмуда Аббаса, который сравнил действия Израиля с апартеидом.
Кризис 2021—2022 годов сильно ударил по немецкой промышленности. Шольц признал последствия поддержки Украины, заявив, что страна осознавала риски. 29 сентября 2022 года правительство представило план помощи на 200 миллиардов евро для поддержки экономики. В ноябре Шольц вновь подтвердил курс на достижение климатической нейтральности к 2045 году.
В марте 2023 года он встретился с президентом Азербайджана Ильхамом Алиевым, обсудив экспорт газа в ЕС и Германию. Германия подчеркнула свою позицию невмешательства в конфликт вокруг Нагорного Карабаха. В мае Шольц посетил Эфиопию, стремясь наладить отношения, ухудшившиеся из-за войны в Тыграе. Он также призвал к решению кипрского вопроса через создание двухзональной федерации.
Во время войны Израиля и ХАМАС в 2023 году Шольц выразил полную поддержку Израилю, осудив действия ХАМАС. Он посетил Израиль и призвал Иран и «Хезболлу» не вмешиваться. В октябре 2023 года, во время выступления в бундестаге по ситуации на Ближнем Востоке, Шольц заявил: «На данный момент у Германии есть только одно место: место рядом с Израилем». Он также заявил, что отсутствие ясной реакции властей Палестины на атаку движения ХАМАС на израильскую территорию является постыдным и сообщил, что Германия перепроверит своё сотрудничество с палестинской стороной. Также он заявил, что власти Германии запретят на её территории выступления в поддержку ХАМАС, а также пропалестинского объединения «Самидун». В ноябре он отклонил призывы к немедленному прекращению огня, объяснив это возможностью восстановления ХАМАС.
На климатическом саммите COP28 в Дубае в декабре 2023 года Шольц выступил за поэтапный отказ от ископаемого топлива. В апреле 2024 года он раскритиковал верховного представителя ЕС по иностранным делам Жозепа Борреля за его заявления об Израиле. В мае 2024 года заявил, что Германия не собирается признавать независимость Палестины.
Также в мае он высказался против запланированных пошлин ЕС на китайские электромобили, указав, что половина из них производится западными компаниями в Китае. В июне Шольц приветствовал разработку более дешёвых электрокаров от Volkswagen и принял в Берлине президента Аргентины Хавьера Милея, выразив поддержку соглашению ЕС-МЕРКОСУР.

### Отношения с Польшей
В декабре 2021 года Шольц отверг требования Польши о дополнительных репарациях за ущерб Второй мировой войны. Он подчеркнул, что вопросы компенсации урегулированы в ранее заключённых договорах, включая соглашение «Два плюс четыре» 1990 года. Он также отметил вклад Германии в бюджет ЕС, от которого Польша значительно выигрывает.

### Реакция на вторжение России на Украину

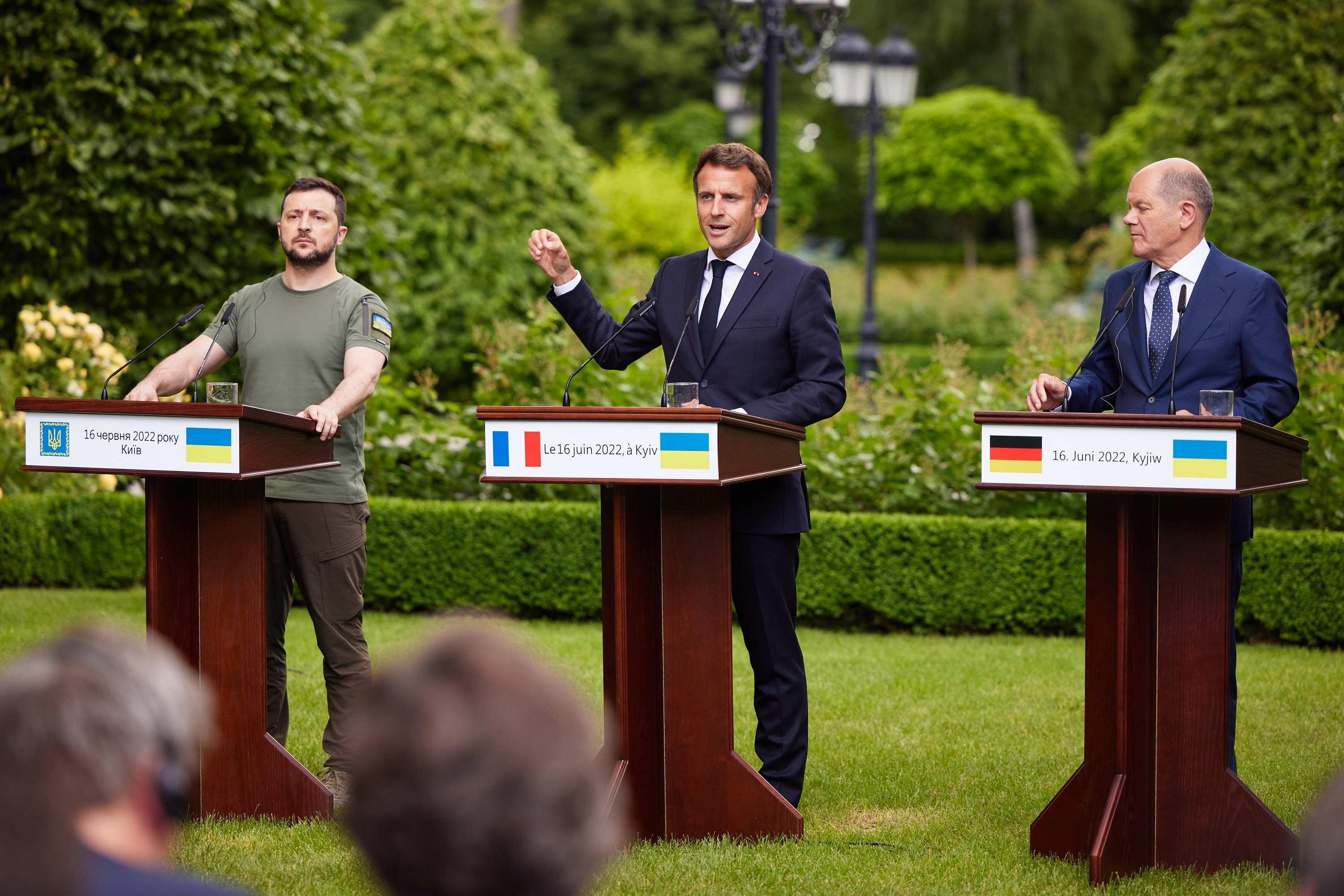
Олаф Шольц с Владимиром Зеленским и Эмманюэлем Макроном во время встречи в Киеве, 16 июня 2022 года

В январе 2022 года западные союзники выражали обеспокоенность нерешительностью Шольца перед угрозой вторжения России. Германия отказывалась поставлять оружие Украине, ссылаясь на прежнюю политику. Однако после начала вторжения 24 февраля Шольц изменил позицию, поддержав военную помощь и резко увеличив оборонные расходы.
Германия выступала против отключения России от SWIFT до последнего момента. Постепенно страна начала поставки вооружений, приняла украинских беженцев, начала строительство новых терминалов для СПГ и подписала контракты на поставку газа с Катаром. Однако отказ от импорта российского газа произошёл не сразу, несмотря на международное давление.
Массовое убийство в Буче в апреле 2022 года стало поворотным моментом. Германия объявила о дополнительной помощи Украине на сумму более 1 млрд евро. Хотя канцлер отклонил предложения некоторых министров о передаче тяжёлой техники, поставки стали регулярными. В июне 2022 года Шольц вместе с лидерами Франции и Италии посетил Киев, поддержав курс Украины на вступление в ЕС.
К сентябрю 2022 года Германия стала третьим крупнейшим поставщиком оружия Украине после США и Великобритании. Однако в сфере внешнеполитической коммуникации Берлин сталкивался с критикой за недостаточную чёткость. В январе 2023 года Шольц принял решение передать Украине танки Leopard 2, а в мае 2024 — разрешил использовать немецкое вооружение для ударов по территории России.
Летом 2024 года президент России Владимир Путин угрожал размещением ракет вблизи Запада в ответ на планы США развернуть ракеты большой дальности в Германии. Несмотря на критику, Шольц поддержал данное решение. В ноябре 2024 года Шольц позвонил Путину с призывом вывести войска и начать переговоры о «справедливом и прочном мире», что вызвало негативную реакцию со стороны Украины.

## Политические взгляды
Внутри Социал-демократической партии Германии Олаф Шольц считается представителем умеренного течения. Из-за своей сдержанной манеры речи и сухого, машиноподобного стиля в публичных выступлениях он получил прозвище «Шольцомат», которое сам в 2013 году охарактеризовал как «вполне уместное».

### Экономическая и финансовая политика
Шольц последовательно выступает за введение налога на финансовые операции. При этом некоторые специалисты выражали опасения, что такие меры могут в первую очередь ударить по мелким инвесторам. В декабре 2019 года он предложил реализовать эту инициативу на уровне всего Европейского союза: в частности, обложить налогом сделки с акциями крупных компаний, чья рыночная стоимость превышает миллиард евро. Журналист Германн-Йозеф Тенхаген подверг критике предложенную модель налогообложения, указав, что она в большей степени затрагивает людей с низким уровнем дохода. Отчёт Кильского института мировой экономики, подготовленный по заказу правительства в 2020 году, подтвердил те же недостатки, на которые ранее указывал Тенхаген.
На посту министра финансов он выступал за ограничение роста государственного долга и осторожный подход к бюджетным расходам. Также в 2018 году он предложил ввести общеевропейскую систему страхования от безработицы, чтобы усилить устойчивость еврозоны в условиях будущих экономических кризисов.

### Экологическая и климатическая политика
В сентябре 2019 года Шольц сыграл ключевую роль в согласовании климатического пакета от имени СДПГ. Хотя он сам назвал достигнутое соглашение большим успехом, многие учёные и экологи сочли его положения недостаточно амбициозными.
В августе 2020 года Шольц провёл телефонный разговор с министром финансов США Стивеном Мнучиным, обсуждая возможность снятия американских санкций с проекта «Северный поток — 2». Взамен он предложил выделить 1 миллиард евро в виде субсидий на строительство терминалов для импорта сжиженного газа из США в Северной Германии. Этот шаг вызвал дискуссию относительно приверженности СДПГ развитию возобновляемой энергетики.
Обновлённый закон о защите климата, принятый при участии Шольца, устанавливает цель по снижению выбросов углекислого газа на 65 % к 2030 году, на 88 % к 2040 году и достижению нулевого уровня выбросов к 2045 году.
Шольц активно выступает за расширение мощностей возобновляемых источников энергии в качестве замены ископаемому топливу. В мае 2021 года он предложил создать международный климатический клуб для выработки единых минимальных стандартов в климатической политике и унифицированных правил учёта выбросов углерода для продукции.
Согласно коалиционному соглашению, которое позволило ему занять пост канцлера, СДПГ, СвДП и «Зелёные» договорились ускорить отказ Германии от угля, сократив сроки до 2030 года. Также предусмотрен полный отказ от газовой генерации к 2040 году, запрет на установку газового отопления в новых домах и постепенная замена газовых систем в существующих зданиях. Продажа автомобилей с двигателями внутреннего сгорания должна завершиться к 2035 году.

### Внешняя политика
В 2019 году Шольц охарактеризовал Китай в первую очередь как экономического партнёра. Он пытался убедить вице-премьера Китая Лю Хэ открыть китайский рынок для немецких компаний, а также поддержал подписание Всеобъемлющего соглашения об инвестициях между ЕС и Китаем. В то же время в 2022 году он осудил политику Пекина в отношении уйгурского населения.
Он также резко высказался против санкций США по отношению к «Северному потоку — 2», назвав их вмешательством во внутренние дела Германии и Европы. Помимо этого, он поддерживает договорённости, предусматривающие хранение американского тактического ядерного оружия на военных базах в Германии.
В октябре 2019 года Шольц осудил военную операцию Турции в северо-восточной Сирии, направленную против курдских формирований. А в декабре 2024 года он приветствовал свержение режима Башара Асада, назвав это «хорошей новостью».

## Критика
19 августа 2022 года Рихард Зельмакер, представитель оппозиционной партии ХДС в комиссии, заявил, что канцлер Германии должен уйти в отставку. Это произошло после выступления Шольца в качестве свидетеля о своей роли в борьбе с «многомиллиардной схемой налогового мошенничества» в качестве мэра Гамбурга. Шольц тогда утверждал, что не может вспомнить подробности своих разговоров с совладельцем банка Warburg Кристианом Олеариусом и был обвинён в сокрытии информации от следователей. Популярность Шольца уменьшалась на фоне широко распространённой критики его реакции на вторжение на Украину. Фридрих Мерц, лидер ХДС, заявил, что считает «просто невероятным», что Шольц не может вспомнить подробности встречи.
В октябре 2022 Шольц подвергся критике СМИ по поводу его визита в Китай. Было отмечено, что Германия продолжает рассматривать Китай как прибыльный рынок, жизненно важного поставщика и место для инвестиций даже после того, как США назвал их стратегическим соперником и потенциальной угрозой. Сообщалось, что представители других партий, входящих в коалиционное правительство, обвиняли Китай в репрессиях и нарушениях прав человека. Отмечено, что Китай является крупнейшим торговым партнёром Германии.

## Семья
Жена с 1998 года — Бритта Эрнст (род. 1961), политик СДПГ, министр образования, молодёжи и спорта Бранденбурга. Детей не имеет.

### Сообщение о родстве с Фрицем фон Шольцем
В марте 2022 года, после начала российской агрессии против Украины, в Рунете стало распространяться утверждение о том, что дед Шольца был генералом СС и во время Великой Отечественной войны организовывал казни евреев в Польше и Украинской ССР. Это утверждение часто сопровождалось фотографией Фрица Шольца. При этом, по данным DPA, дед Олафа Шольца жил в Гамбурге, где работал железнодорожным служащим, а Фриц Шольц бездетно жил в Пёрчахе-ам-Вёртерзе в Австрии. По мнению «Проверено.Медиа», источником утверждения о родстве был Евгений Пригожин.
Однако это утверждение является частью российской пропаганды в telegram-каналах, и Фриц фон Шольц и Олаф Шольц не имеют никаких родственных связей, о чём сообщили немецкие источники. Также эти фамилии не являются одинаковыми, так как фамилия фон Шольц подразумевает наличие дворянского происхождения.